# Silvestro Palma
Silvestro Di Palma (* 15. März 1754 in Barano d’Ischia; † 8. August 1834 in Neapel) war ein italienischer Opernkomponist und ein Vertreter der sogenannten Neapolitanischen Schule.

## Leben
Silvestro Palma kam im Alter von 16 Jahren, gefördert von der Tochter des Fürsten di Sansevero nach Neapel, ins Conservatorio di Santa Maria Loreto. Dort zählten Saverio Valente (Gesang) und Fedele Fenaroli (Harmonielehre und Kontrapunkt) zu seinen Lehrern. Seine erste Oper La finta matta wurde 1789 im Teatro de′Fiorentini aufgeführt. Im Auftrag seiner Gönnerin half ihm der erfahrene Giovanni Paisiello beim Komponieren der Oper Le vane gelosie, die 1790 uraufgeführt wurde. Palma reiste 1792 mit Paisiello nach Venedig, wo zwei weitere seiner Opern aufgeführt wurden. Von Venedig aus reiste er über Florenz, Bologna, Mailand nach Rom, wo jeweils Aufführungen teils neuer Opern stattfanden. Am erfolgreichsten war er 1795, mit der am Teatro de′Fiorentini in Neapel aufgeführten Oper La pietra simpatica, zu der sein Freund Giovanni Battista Lorenzi das Libretto schrieb. Weitere Opern folgten bis 1814, danach musste sich Palma aus Gesundheitsgründen vom Opernschaffen zurückziehen.

## Werke (Auswahl)
Neben seinen Bühnenwerken komponierte Palma einige sakrale und instrumentale Werke.
- Magnificat per soprano e organo
- Salve regina per soprano e organo
- Miserere per soprano e organo
- Litania per soprano e organo
- Veni Creator Spiritus per soprano e organo
- Le sette stazioni della vergine addolorata per 2 soprani e basso continuo
- Sancta maria, sancta Dei Genitrix
- Sinfonia in Es-Dur
- Sonata per fortepiano in D-Dur
- 3 Cembalostücke